# The Clancy Brothers
The Clancy Brothers è stato un gruppo musicale folk di origine irlandese assai popolare negli Stati Uniti, in particolare negli anni sessanta. Ufficialmente sono stati in attività dal 1961 al 1975, pur proseguendo poi l'attività con formazioni diverse. Hanno debuttato al Newport Folk Festival accanto a Joan Baez.

## Storia

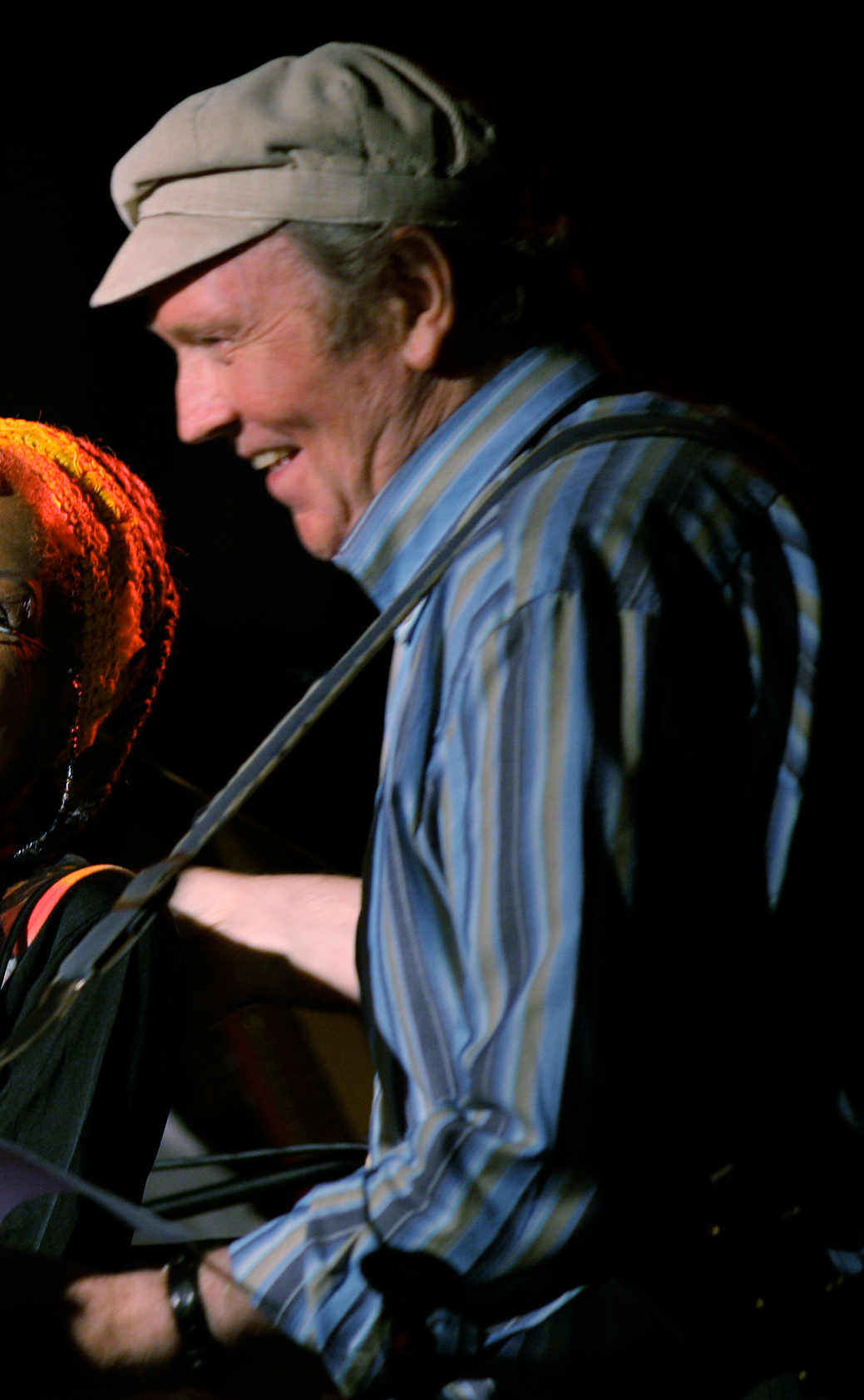
Liam Clancy

Conosciuto per aver contribuito alla diffusione su scala mondiale della musica celtica, il gruppo è ricordato anche per l'uso di uno strumento tipico della cultura irlandese, il bodhrán, sorta di tamburo a cornice.
Il gruppo era costituito dai fratelli:
- Patrick "Paddy" Clancy (7 marzo 1922 - 11 novembre 1998)
- Tom Clancy (29 ottobre 1924 - 7 novembre 1990)
- Bobby Clancy (14 maggio 1927 - 6 settembre 2002)
- Liam Clancy (2 settembre 1935 - 4 dicembre 2009)

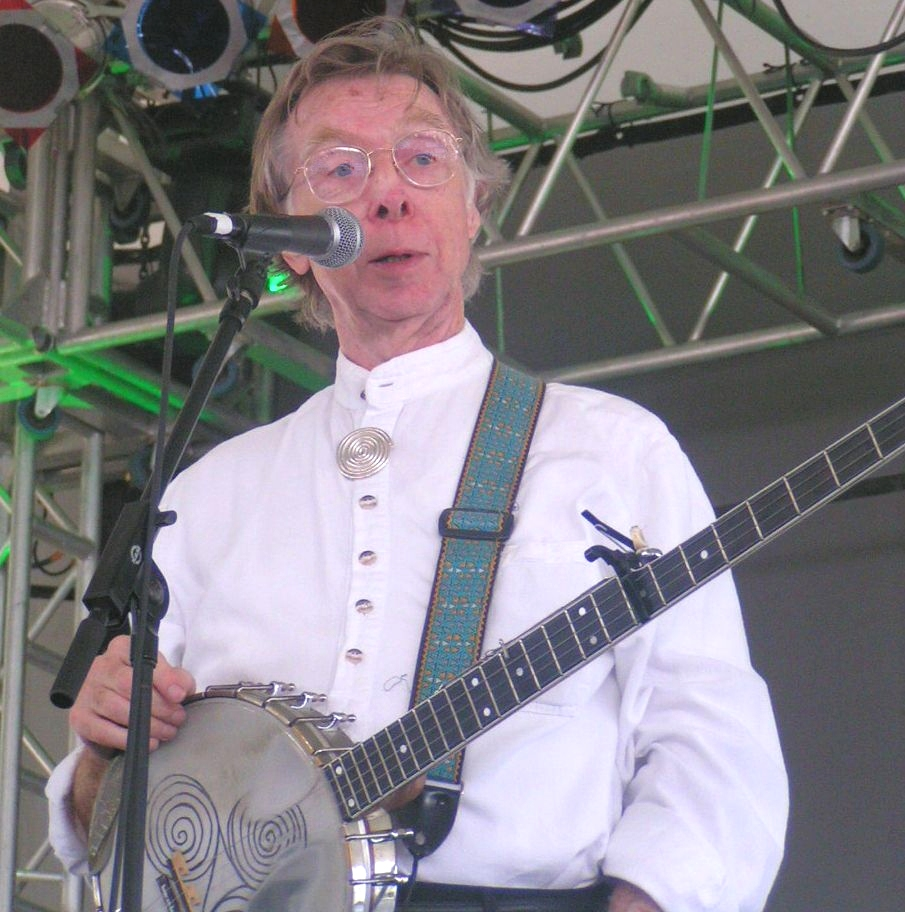
Tommy Makem

È conosciuto soprattutto per l'attività svolta come gruppo di accompagnamento del cantante irlandese Tommy Makem (1932-2007) con cui ha inciso dozzine di album firmati con il nome collettivo di The Clancy Brothers and Tommy Makem.
Nel 1992 i Clancy Brothers hanno partecipato al concerto al Madison Square Garden di New York in onore dei trent'anni di carriera di Bob Dylan (in cui hanno cantato il brano When the Ship Comes In), da cui è stato tratto il disco The 30th Anniversary Concert Celebration.

## Discografia parziale

### Con Tommy Makem
Tradition Records
- The Lark in the Morning - Tradition LP/Rykodisc CD - (1955)
- The Rising of the Moon (o Irish Songs of Rebellion, a1956, 1959 seconda versione)
- Come Fill Your Glass with Us (o Irish Songs of Drinking and Blackguarding, 1959)
- The Clancy Brothers and Tommy Makem (1961)

Columbia Records
- A Spontaneous Performance Recording (1961)
- Hearty and Hellish! A Live Nightclub Performance (1962)
- The Boys Won't Leave the Girls Alone (1962) - 2 distribuzioni in stereofonia
- In Person at Carnegie Hall (1963) - anche su cd Columbia
- The First Hurrah! (1964)
- Recorded LIVE in Ireland (1965)
- Isn't It Grand, Boys (1966)
- Freedom's Sons (1966)
- In Concert (1967) - anche su cd Columbia
- The Irish Uprising (1967)
- Home, Boys, Home (1968)
- Sing of the Sea (1968)
- The Bold Fenian Men (1969)
- Reunion (1984) - Distribuito su Blackbird LP/Shanachie CD
- Luck Of The Irish - Columbia/Sony compilation. Contiene un inedito (Wars Of Germany) e tre nuove versioni di canzoni precedentemente distribuite (Home Boys Home, The Old Orange Flute eb They're Moving Father's Grave To Build A Sewer) (1992)
- Bob Dylan - The 30th Anniversary Concert Celebration (1992)
- Irish Drinking Songs (1993) - Contiene materiale inedito registrato per l'album dalla Carnegie Hall
- Ain't it Grand: A Collection of Unissued Gems (1995) - Con materiale inedito degli anni sessanta

### The Clancy Brothers (Liam, Tom, Pat, Bobby)
- Christmas - Columbia LP/CD (1969)
- Flowers in the Valley - Columbia LP (1970)

Audio Fidelity Records
- Welcome to Our House (1970)

### Lou Killen, Paddy, Liam, Tom Clancy
Audio Fidelity Records
- Show Me The Way (1972)
- Save the Land! (1972)
- Live on St. Patrick's Day (1973)

Vanguard Records
- Clancy Brothers Greatest Hits (1973) - Vanguard LP/CD; poi redistribuito come Best of the Vanguard Years con materiale aggiuntivo del live del 1982 con Bobby Clancy e Robbie O'Connell.

### Liam Clancy
- Farewell To Tarwathie (1975)

### Liam Clancy e Tommy Makem
Blackbird and Shanachie Records
- Tommy Makem and Liam Clancy (1976)
- The Makem & Clancy Concert (1977)
- Two for the Early Dew (1978)
- The Makem and Clancy Collection (1980) - contains previously released material and singles
- Live At The National Concert Hall (1983)
- We've Come A Long Way (1986)

### Bob Dylan
- The 30th Anniversary Concert Celebration(Pat, Liam & Bobby Clancy eseguono "When The Ship Comes In" con Tommy Makem e Robbie O'Connell)

### The Clancy Brothers (Tom, Pat, Bobby) e Robbie O'Connell
- Mini CD (3 inch disc)

### The Clancy Brothers (Liam, Pat, Bobby) e Robbie O'Connell
- Older But No Wiser - Vanguard (1995)

### Clancy, O'Connell & Clancy
Helvic Records
- Clancy, O'Connell & Clancy - (1997)
- The Wild And Wasteful Ocean - (1998)

### Tommy Makem
- Ancient Pulsing - Poetry With Music
- The Bard Of Armagh
- An Evening With Tommy Makem
- Ever The Winds
- Farewell To Nova Scotia
- In The Dark Green Wood - Columbia Records
- In The Dark Green Woods - Polydor Records
- Live At The Irish Pavilion
- Lonesome Waters
- Love Is Lord Of All
- Recorded Live - A Roomful Of Song
- Rolling Home
- Songbag
- Songs Of Tommy Makem
- The Song Tradition
- Tommy Makem Sings Tommy Makem
- Tommy Makem And Friends In Concert

### Liam Clancy
- The Mountain Of The Women : Memoirs Of An Irish Troubadour - audiobook
- The Dutchman
- Irish Troubadour
- Liam Clancy's Favourites
- The Wheels of Life

### Bobby Clancy
- So Early in the Morning - (1962) Tradition LP
- Good Times When Bobby Clancy Sings - (1974) Talbot LP
- Irish Folk Festival Live 1974 (Bobby appears on 4 songs) - (1974) Intercord LP/CD
- Make Me A Cup - (1999) ARK CD
- The Quiet Land - (2000) ARK CD

### Robbie O'Connell
- Close To The Bone
- Humorous Songs - Live
- Love Of The Land
- Recollections

### Clancy, Evans & Doherty
- Shine On Brighter (con Liam Clancy) - (1996) Popular CD

### Peg e Bobby Clancy
- Songs From Ireland - (1963) - Tradition LP

### Materiale documentario (footage)
- The Story Of The Clancy Brothers & Tommy Makem
- The Clancy Brothers And Tommy Makem Reunion Concert At The Ulster Hall Belfast
- Liam Clancy - In Close Up Vol. 1
- Liam Clancy - In Close Up Vol. 2
- The Clancy Brothers & Robbie O'Connell - Farewell To Ireland